# Innocent Egbunike
Innocent Egbunike, né le 30 novembre 1961, est un athlète nigérian, pratiquant le sprint.

## Palmarès

### Jeux olympiques d'été
- Jeux olympiques d'été de 1984 à Los Angeles ( États-Unis)
  - 7e sur 400 m
  -  Médaille de bronze en relais 4 × 400 m
- Jeux olympiques d'été de 1988 à Séoul ( Corée du Sud)
  - 5e sur 400 m
  - 7e en relais 4 × 400 m

### Championnats du monde d'athlétisme
- Championnats du monde de 1987 à Rome ( Italie)
  -  Médaille d'argent sur 400 m

### Jeux africains
- Jeux africains de 1987 à Nairobi.
  -  Médaille d'or sur 400 m
  -  Médaille d'or sur 4 x 400 m

### Championnats d'Afrique d'athlétisme
- Championnats d'Afrique d'athlétisme 1984 à Rabat.
  -  Médaille d'or sur 200 m
- Championnats d'Afrique d'athlétisme 1985 au Caire.
  -  Médaille d'or sur 400 m
  -  Médaille d'argent du 200 mètres.
  -  Médaille d'argent du 4 x 400 mètres.
- Championnats d'Afrique d'athlétisme 1988 à Lagos.
  -  Médaille d'or sur 200 m

## Records personnels
- 100 mètres - 10 s 15 (1984)
- 200 mètres - 20 s 42 (1983)
- 400 mètres - 44 s 17 (1987) (ancien record d'Afrique)
- 800 mètres - 1 min 51 s 10 (1986)